# Condado de Doña Ana
O Condado de Doña Ana (em inglês:  Doña Ana County) é um dos 33 condados do estado americano do Novo México. A sede e maior cidade do condado é Las Cruces. Foi fundado em 1852.
O condado possui uma área de 9 879 km², dos quais 9 861 km² estão cobertos por terra e 18 km² por água, uma população de 209 233 habitantes, e uma densidade populacional de 21,2 hab/km² (segundo o censo nacional de 2010). É o segundo condado mais populoso do Novo México.